# Bassel al-Àssad
Bassel al-Àssad (àrab: بَاسِلُ ٱلْأَسَدِ, Bāsil al-Asad; Damasc, 23 de març de 1962 - 21 de gener de 1994) va ser un militar, enginyer, genet i polític sirià. Era fill de l'antic president de Síria Hafez al-Àssad i germà del que acabaria sent president Baixar al-Àssad.
Se'l considerava el successor del seu pare com a president de Síria, fins que va morir en un accident de cotxe el 1994.

## Biografia

### Vida personal
Bassel al-Àssad va néixer el 23 de març de 1962 a Damasc. Es va formar com a enginyer civil i va obtenir un doctorat en ciències militars. Sobre el seu pare va declarar:
Vèiem el pare a casa, però estava tan ocupat que podien passar tres dies sense que intercanviéssim cap paraula amb ell. Mai vam esmorzar ni sopar junts, i no recordo haver dinat mai junts en família, o potser només ho vam fer una o dues vegades quan hi havia afers d'estat. Com a família, a l'estiu passàvem un o dos dies a Latakia, però també ell treballava a l'oficina i no el vèiem gaire.
A part del seu àrab natiu, es diu que Bassel parlava francès i rus amb fluïdesa. Segons els cables diplomàtics dels Estats Units filtrats, va tenir una relació amb una dona libanesa, Siham Asseily, que més tard es casaria amb el periodista i diputat libanès Gebran Tueni.
La seva germana gran, Buixra, no es va poder casar amb Assef Xawkat fins a la seva mort, ja que rebutjava aquest matrimoni.

### Carrera
Entrenat com a paracaigudista, va ser comissionat a les Forces Especials i més tard va passar al cos blindat després d'estudiar a les Acadèmies Militars Soviètiques. Va progressar ràpidament a l'exèrcit, arribant a major i comandant d'una brigada de la Guàrdia Republicana.
Després que el seu pare es recuperés d'una greu malaltia el 1984, Bassel va començar a acompanyar-lo per acabar sortint a l'escena nacional el 1987, quan va guanyar diverses medalles d'hípica en un torneig regional. La premsa del Partit Baas a Síria el va elogiar amb el sobrenom de "Cavaller d'Or" a causa de la seva destresa a cavall.

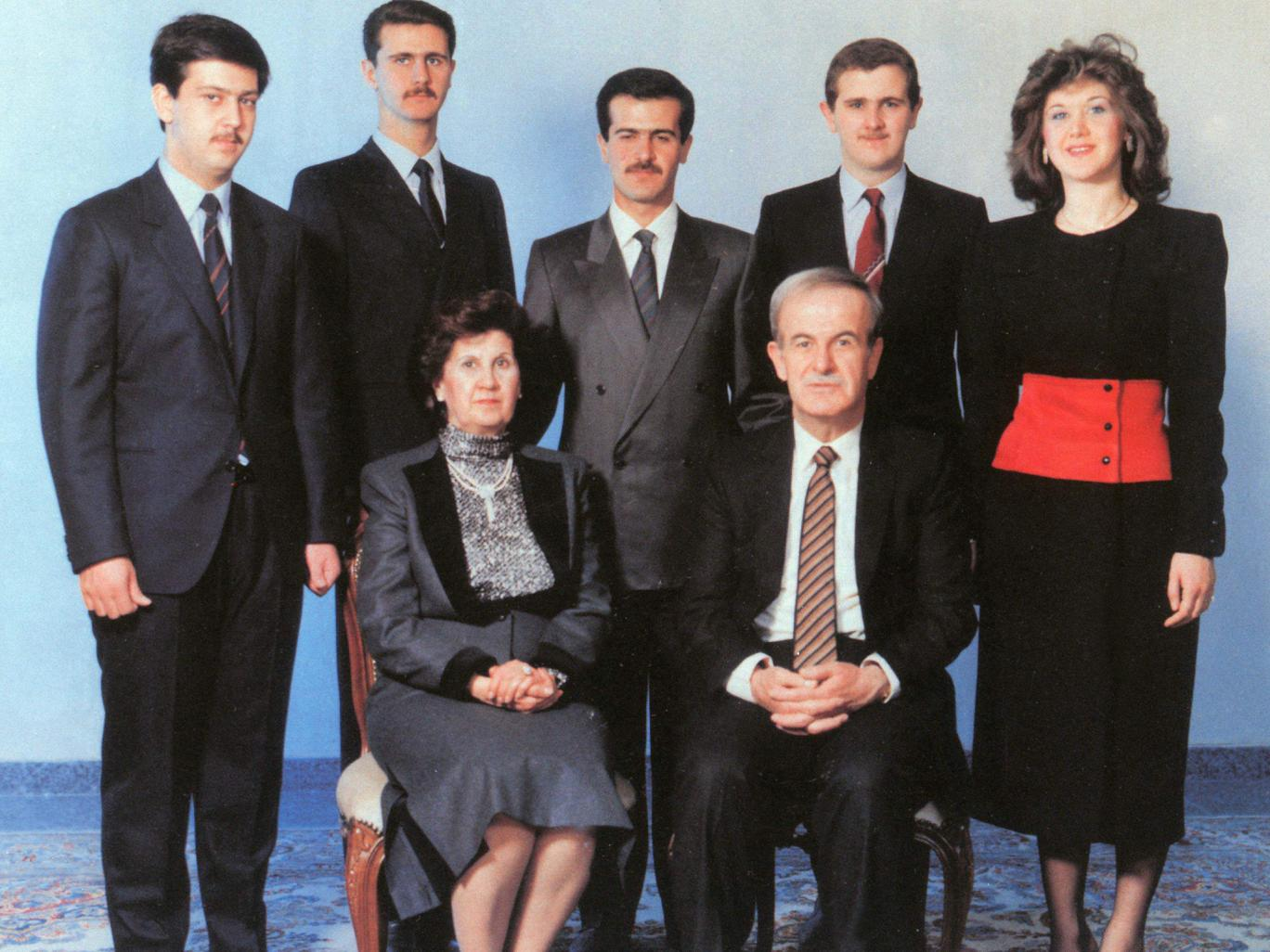
Foto de família. Bassel al-Àssad és al centre.

També tenia fama d'interessar-se pels cotxes potents, i els seus amics el van descriure com a carismàtic i dominant. Àssad aviat va ser nomenat Cap de Seguretat Presidencial. A més, va posar en marxa la Societat Siriana de Computació el 1989, que més tard dirigiria el seu germà Baixar.
Originalment l'oncle de Bassel, Rifat al-Àssad, havia de ser el successor de Hafez al-Àssad, però Rifat va intentar usurpar el poder mentre aquest estava en coma el 1984, el que el va acabar portant-lo a l'exili. Després de l'incident, a Bassel se'l va preparar per a succeir al seu pare. Els esforços d'Hafez es van intensificar per convertir Bassel en el proper president de Síria a principis de la dècada de 1990; després de la victòria electoral de Hafez el 1991, el president va ser conegut públicament com a Abu Bassel (pare de Bassel). Bassel també es va començar a presentar als líders europeus i àrabs; era un amic íntim dels fills del rei Hussein de Jordània, especialment de Haya bint Hussein, que també gaudia de l'equitació, i també havia estat presentat al rei Fahd de l'Aràbia Saudita.
Bassel al-Àssad va tenir un paper important en els afers libanesos, i era conegut pels líders libanesos de totes les faccions. Va organitzar una campanya anticorrupció molt publicitada dins del govern i sovint va aparèixer amb uniforme militar complet a recepcions oficials per indicar el compromís del govern amb les forces armades.

## Mort
El 21 de gener de 1994, mentre conduïa el seu Mercedes a gran velocitat, Bassel va xocar amb una barrera i, sense portar el cinturó de seguretat posat, va morir a l'instant. El novel·lista Paul Theroux va informar que Bassel anava a primera hora del matí a 240 km per hora a través de la boira, per arribar a l'aeroport internacional de Damasc per prendre un vol a Frankfurt, que el duria a unes vacances d'esquí als Alps. Hafez Makhluf era amb ell i va haver de ser hospitalitzat. Un xofer que anava al seient del darrere va resultar il·lès.
El cos d'al-Àssad va ser traslladat a l'Hospital Universitari al-Àssad i després enterrat a Qardaha, on també va ser enterrat el seu pare.

## Llegat
Després de la seva mort els comerços, escoles i oficines públiques a Síria van tancar, i la venda d'alcohol es va suspendre en senyal de dol. Va ser elevat per l'estat a «màrtir del país, màrtir de la nació i símbol de la seva joventut».
Un gran nombre de places i carrers van rebre el seu nom. El nou complex internacional de natació, diversos hospitals, clubs esportius i una acadèmia militar també van rebre el seu nom. L'aeroport internacional de Latakia va rebre el seu nom, l'aeroport internacional de Bassel al-Àssad. La seva estàtua es troba a diverses ciutats sirianes, i fins i tot després de la seva mort, sovint apareix en cartells publicitaris amb el seu pare i el seu germà. També té una estàtua eqüestre a Alep, i abans també a Chtaura, al Líban.
El 17 de novembre de 2020 es va inaugurar un museu dedicat a ell a la Ciutat Esportiva de Latakia.
La mort de Bassel al-Àssad va fer que el seu germà, molt menys conegut, Baixar al-Àssad, que aleshores estava fent un postgrau en oftalmologia a Londres, esdevingués el nou successor. Baixar es va convertir en president després de la mort del seu pare, el 10 de juny de 2000.